# コミプレ
『コミプレ』（コミプレ-Comiplex-）は、ヒーローズが運営する無料のウェブコミック配信サイト。ヒーローズのWebサイト『WEBヒーローズ』がリニューアルし、2020年8月7日よりマンガ配信サイト『コミプレ-Comiplex-』の名称となっている。2020年11月27日には『月刊ヒーローズ』の作品が移籍された。

## 沿革
2018年11月1日に『月刊ヒーローズ』が創刊7周年を迎え、その節目の取り組みのひとつとして、同誌の漫画作品が無料で読める漫画サイトとして、『WEBヒーローズ』を開設。同年12月25日にプレオープンし、2019年1月にグランドオープンが行われる。その際、「ふらっとヒーローズ」のレーベルを発足。同誌の連載作品のほか、Webオリジナルの作品が掲載されていた。
2020年8月7日にリニューアルが行われ、『コミプレ-Comiplex-』の名称で漫画配信サイトとして開設される。リニューアル後は「ヒーローズ」、「ふらっとヒーローズ」、「わいるどヒーローズ」と題した3つのレーベルを展開。毎週金曜日の12時に更新。
2020年10月30日発売の『月刊ヒーローズ』12月号にて同誌は創刊9周年を迎えたが、同誌の連載作品が同年11月27日より本サイトに移行されることが告知される。

## 特徴
『WEBヒーローズ』時代は「ヒーローズ」、「ふらっとヒーローズ」のレーベルで展開。「ふらっとヒーローズ」は「ヒーロー枠にとらわれないオールジャンル」を扱うレーベルであった。
『コミプレ-Comiplex-』へのリニューアル後は、「ヒーローズ」、「ふらっとヒーローズ」、「わいるどヒーローズ」の3つのレーベルを展開。「ヒーローズ」は『月刊ヒーローズ』を母体としており、この時点での「ふらっとヒーローズ」は人間ドラマが主軸となった作品を扱っている。「わいるどヒーローズ」は新たなレーベルとして発足され、「刺激満点のエンタメ体験」がテーマとなっている。3レーベルとも「ヒーローもの」を主軸に、レーベルごとの特色が加えられている。

## 連載作品
『WEBヒーローズ』からの作品も含む。「試し読み」と記載のある作品は除く。

### ヒーローズ
- ULTRAMAN（清水栄一×下口智裕、(c)円谷プロ）
- 仮面ライダークウガ（原作：石ノ森章太郎、脚本：井上敏樹、作画：横島一、企画：白倉伸一郎）
- アトム ザ・ビギニング（原案：手塚治虫、コンセプトワークス：ゆうきまさみ、漫画：カサハラテツロー、監修：手塚眞、協力：手塚プロダクション）
- 東島丹三郎は仮面ライダーになりたい（漫画：柴田ヨクサル、協力：石森プロ・東映）
- ヒーローカンパニー（島本和彦）
- ぺろり！スタグル旅（能田達規）
- 異世界もう帰りたい（ドリヤス工場）：2019年7月5日[5] - 2021年5月14日[6] ←『月刊ヒーローズ』[7]
- 怪堂茜のトーチャクだもん！ ふろむ やじきた道中記（漫画：おみなえし、原案：ユニバーサルエンターテインメント）：2019年11月21日[8] - 2021年3月19日[9]
- ハナビちゃんは遅れがち（原作：白金らんぷ、作画：まみむ、原案：ユニバーサルエンターテインメント）：2019年11月21日[8] -
- ヒッツ（原作：柴田ヨクサル、作画：沢真）：2020年11月27日[10] - ←『月刊ヒーローズ』[11]
- ニワトリ・ファイター（桜谷シュウ）：2020年12月18日[12] -
- 缶コーヒーの女神（根岸岳春）：2021年6月4日[13] - 2023年8月11日[14]
- ミラーマン2D（原作：円谷プロ、漫画：久正人）：2021年7月30日[15] -
- テラ麺（白井慶太）：2021年11月19日[16] - 2024年5月3日[17]
- 厄いよ！アラクシュミ（ツナミノユウ）：2021年11月12日[18] - 2023年4月28日[19]
- わけあって絶滅しました。ビューティフル（河田雄志×行徒、監修：今泉忠明・丸山貴史）：2022年7月22日[20] - 2023年7月7日[21]
- 機動絶記ガンダムSEQUEL（脚本：井上敏樹、漫画：千明太郎、原作：矢立肇・富野由悠季）：2022年7月29日[22] -
- あつあつ！スタグル旅（能田達規）：2023年2月17日[23] - ※『ぺろり！スタグル旅』のシリーズ[23]
- どく・どく・もり・もり（背川昇）：2023年2月24日[24] -
- オニコギ（真崎福太郎）：2023年3月17日[25] -
- 水ムーちゃんねる 隣の晩怖談（水村友哉）：2023年4月28日[26] -
- 機動戦士ガンダム フラナガン・ブーン戦記（原作：矢立肇・富野由悠季、ストーリー協力：大野木寛、漫画：ジジ&ピンチ）：2023年5月26日[27] -
- 仏滅結婚（浅田有皆）：2023年5月26日[28] -
- めくり、めぐる（中陸なか）：2023年6月30日[29] - 2023年10月20日[30]
- 生きとし生ける（長谷川未来）：2023年7月7日[31] -
- 天津水市「がご」撲滅だより がごはん（ゆのこショウ）：2023年9月1日[32] -
- 余談と怪談（クリハラタカシ）：2023年9月29日[33] - 2024年9月27日[34]
- くびしょい勇者（ツナミノユウ）：2024年1月5日[35] -
- エイリアンズ（ワタヌキヒロヤ）：2024年1月26日[36] -
- 初恋、カタルシス。ディレクターズ・カット版（鳩川ぬこ）：2024年1月29日[37] ※本サイトでも連載扱い[38]
- 異世界メタラー（かすが龍。）：2024年3月29日[39] - ※集中連載[39]
- ナキノン（根岸岳春）：2024年5月3日[40] -
- GiNVA（美樹ヌメ夫）：2024年5月10日[41] -
- さまよい令嬢道中記（ドリヤス工場）：2024年5月17日[42] -
- ときわの森とツギノヒト（文月タカヒロ）：2024年6月14日[43] -
- グレンダイザーU ジ・インセプション（原作：永井豪、作画：8KEY）：2024年6月28日[44] -
- DRAGON CIRCUS（清水栄一×下口智裕）：2024年7月12日[45] -
- 魔王様、世界が美味しすぎて滅ぼすのをやめる。（河田雄志×行徒）：2024年7月26日[46] -
- 彼の名はマックス。（瀬川環）：2024年8月30日[47] -
- すりおろし弁当（魚乃目三太）：2024年9月27日[48] -
- GTU -怒りのDEATH山田-（藤沢とおる）：2024年10月18日[49] -
- あゝ、荒野（原作：寺山修司、劇画：バロン吉元）：2024年10月18日[50] -
- ダイダラ（高橋碁飯）：2024年11月15日[51] -
- JKとV 〜女子高生が契約したヴァンパイアが思ってたのと違った話〜（早坂ガブ）：2024年12月20日[52] -
- 上位存在ちゃんは店長を母星につれて帰りたい（ヤシン）：2024年12月20日[53] -
- 先生はソレに気付かない。（トナミショウ）：2025年2月28日[54] -
- モモとツノ（白井慶太）：2025年2月28日[55] -
- 忍ばれさん（ミキメミ）：2025年3月21日[56] -
- あの採石場で花束を（原作：下山健人、漫画：まいたけ）：2025年4月5日[57] - ）
- 大昭和ロボット捜査線（横尾公敏）：2025年4月18日[58] -

### ふらっとヒーローズ
- DRAGON CIRCUS【PROLOGUE】（清水栄一×下口智裕）：2019年7月19日[59] - 2021年2月26日[60]
- ダブル（野田彩子）：2019年1月11日[61] -
- 明日の恋と空模様（伊藤正臣）：2020年5月1日[62] - 2021年2月5日[63]
- ブランクスペース（熊倉献）：2020年8月7日[1] - 2022年8月19日[64]
- 転がる姉弟（森つぶみ）：2020年8月14日[65] -
- アイドリバティ（詩原ヒロ）：2021年1月29日[66] - 2025年1月31日[67]
- ふたりでおかしな休日を（伊藤正臣）：2021年7月16日[68] - 2023年11月3日[69]
- 異世界プリンスのおきにいり（ぱんこ。）：2022年6月3日[70] - 2025年1月31日[71]
- 最果てに惑う（モモヤマハト）：2023年1月6日[72] - 2024年11月1日[73]
- 紺青の恋（藤原撫子）：2023年2月10日[74] - 2025年3月7日[75]
- モンティパラダイス -意地悪な王様と秘密の記憶-（吉富昭仁）：2023年4月21日[76] -
- 散り損ないのヒラエス（にたもと）：2023年5月19日[77] -
- ハンドレッドハンドルズハンドリングザ・ワールド（原作：人間六度、作画：アナグマケイゴ）：2023年6月23日[78] - 2025年2月28日[79]
- その蒼を、青とよばない（文川あや）：2023年8月11日[80] - 2025年4月18日[81]
- 銀のくに（はやしわか）：2024年1月12日[82] -
- 食べて笑って時々泣いて 東京の台所（原作：大平一枝、漫画：ただりえこ）：2024年10月4日[83] -
- 花とくらげとリフレイン（千真）：2024年10月11日[84] -
- ソラノヤ（有馬ツカサ）：2024年11月8日[85] -
- 春と盆暗（熊倉献）：2024年11月20日[86] ※短編連作[87]、本サイトでは連載扱い[88]
- JK竜王雛形さん（川井みる）：2025年7月4日[89] -
- さくらいろダイアローグ（沼ちよ子）：2025年7月11日[90] -
- ブランクスペース補遺（熊倉献）：2025年7月25日[91] - ※短期集中連載[91]

### わいるどヒーローズ
- 神無き世界のカミサマ活動（原作：朱白あおい、漫画：半月板損傷）：2020年8月6日[92] - ←『月刊ヒーローズ』[93]
- キリングバイツ（原作：村田真哉、作画：隅田かずあさ）：2020年8月7日[94] - ←『月刊ヒーローズ』[95]
- ヒメノスピア（原作：村田真哉、作画：柳井伸彦）：2020年8月6日[96] - 2021年4月16日[97]←『月刊ヒーローズ』[98]
- ほしがりすぎでしょ!? 稲葉さん（原作：村田真哉、作画：隅田かずあさ）：2020年8月21日[1] - 2022年11月25日[99]
- ローゼンガーテン・サーガ（原作：富士防人、作画：外岡馬骨）：2020年8月21日[100] -
- 死神娘はぺろぺろしたい（原作：朱白あおい、構成：村田真哉、作画：渡辺つよし）：2020年8月28日[101] - 2022年4月22日[102]
- となりのトロル（中山ユキジ）：2020年8月28日[103] - 2023年9月29日[104]
- 禁忌異能力の記述士（原作：綾峰欄人、漫画：蒼乃逢生）：2020年11月6日[105] - 2022年3月4日[106]
- とくにある日々（なか憲人）：2021年4月2日[107] -
- beautiful place（松本次郎）：2021年4月30日[108] -
- ゆーりちゃんはナマイキざかり!!（高橋ぽてと）：2021年10月8日[109] -
- 元最強勇者の再就職（原作：阿久津拓矩、作画：萩尾ノブト）：2022年4月1日[110] -
- しぼって♡うばって♡リサリサちゃん！ 〜このクラスの授業はすべて聖実習です〜（まぷる）：2022年4月29日[111] - 2023年12月8日[112]
- みどろ（三輪まこと）：2022年7月15日[113] - ※不定期連載[113]
- たんけんはっけん ぼくの異世界エルフさん（はだしのケンジ）：2022年8月19日[114] -
- フォーロン・ホープ 〜警視庁抜刀隊戦記〜（原作：井出圭亮、作画：TAKUMIサメ男）：2022年10月28日[115] -
- 神無き世界のおねーちゃん活動（原作：朱白あおい、構成：村田真哉、作画：速水時貞、キャラクターデザイン：半月板損傷）：2022年11月25日[116] -
- 東京怪人ラプソディ（杉戸アキラ）：2022年11月25日[117] - ※SNSで発表していた作品を商業連載化[117]
- ツバクロ（原作：大井詩織、作画：ユウダイ）：2023年4月28日[118] - 2024年12月27日[119]
- 最強スキル「命乞い」で悔しいけど無双しちゃう元魔王様の世界征服活動（原作：村田真哉、作画：隅田かずあさ）：2023年6月30日[120] -
- ITおじさん（山田しいた）：2023年7月10日[121] - 2024年11月29日[122]
- うまかもんとよいちくれ（巨小）：2023年8月25日[123] -
- きみのカチカチ（圓山りす）：2023年9月29日[124] -
- ストリーミング・ウォー（シガマ）：2023年12月22日[125] - 2025年4月4日[126]
- 死に戻り王女は生き延びるために百合ハーレムを作ることにした（原案：朱白あおい、脚本：糀もろみ、構成：村田真哉、作画：柳井伸彦）：2024年8月30日[127] -
- 名無し（原作：佐藤二朗、漫画：永田諒）：2024年10月18日[128] -
- 魔女とくゅらす（柴田康平）：2025年4月18日[129] -
- 愛しすぎる新妻（御雲推）：2025年5月23日[130] -